# Sara Granér
Sara Granér (née le 30 décembre 1980 à Lund) est une auteure de bande dessinée suédoise spécialisée dans les histoires satiriques.

## Distinctions
- 2010 : Prix EWK pour l'ensemble de son œuvre
- 2013 : Prix Adamson du meilleur auteur suédois pour l'ensemble de son œuvre